# أيغيبات (أرارات)
مدينة أيغيبات (بالأرمينية:Այգեպատ) (بالإنجليزية: Aygepat)‏ هي إحدى المدن التابعة لمقاطعة أرارات في أرمينيا. يقدر عدد سكانها بـ 1634 نسمة حسب الإحصاء الذي جرى عام 2011.